# FK Tikveš
O GFK Tikveš 1930 é um clube de futebol macedônio com sede em Tikveš. A equipe compete no Campeonato Macedônio de Futebol. Foi campeão pela primeira vez da Copa da Macedônia do Norte na temporada 2023–24.

## História
O clube foi fundado em 1930.